# Ellerbach (Nahe)
Der Ellerbach ist ein 27,2 km langer, linker Nebenfluss der Nahe im rheinland-pfälzischen Landkreis Bad Kreuznach.

## Name
Die erste schriftliche Erwähnung findet schon im Jahr 868 als super fluuiolum Elera statt. Der Name ist eine Komposition aus der Endung -aha und dem mittelniederdeutschen Bestimmungswort elre für 'Erle'.

## Geographie

### Verlauf
Der Ellerbach entspringt etwa 2 km südlich des Ellersprings im Soonwald auf einer Höhe von 529 m ü. NHN. Von hier aus fließt der Bach zuerst in südöstliche Richtung durch Winterbach und Winterburg nach Bockenau. 
Unterhalb von Bockenau umfließt der Ellerbach den Stromberg und wendet dabei seinen Lauf nach Osten. Weitere Ortschaften am Bach sind Burgsponheim, Weinsheim und Rüdesheim, bevor er in Bad Kreuznach linksseitig auf einer Höhe von 100 m ü. NHN in die Nahe mündet.
Auf seinem 27,2 km langen Weg überwindet der Bach einen Höhenunterschied von 429 m, was einem mittleren Sohlgefälle von 15,8 ‰ entspricht. Der Ellerbach entwässert sein 185,850 km² großes Einzugsgebiet über Nahe und Rhein in die Nordsee. Damit gehört er zum Flusssystem des Rheins.

### Nebenflüsse
Wichtigster Nebenfluss des Ellerbachs ist der 26,1 km lange Gräfenbach. Dieser mündet zwischen Rüdesheim und Bad Kreuznach von Norden kommend in den Ellerbach. Der Gräfenbach hat mit 76,73 km² einen Anteil von 41 % am Einzugsgebiet des Ellerbachs. Weitere Nebenflüsse mit einem Einzugsgebiet von mehr als 10 km² sind Katzenbach und Gebrotherbach.
Im Folgenden werden die Nebenflüsse des Ellerbachs in der Reihenfolge von der Quelle zur Mündung genannt, die von der Wasserwirtschaftsverwaltung Rheinland-Pfalz geführt werden. Angegeben ist jeweils die orografische Lage der Mündung, die Länge, die Größe des Einzugsgebiets, die Höhenlage der Mündung und die Gewässerkennzahl. 
| Name             | Lage   | Länge [km] | Einzugsgebiet [km²] | Mündungshöhe [m ü. NHN] | DGKZ      |
| ---------------- | ------ | ---------- | ------------------- | ----------------------- | --------- |
| Tonnenbach       | rechts | 5,8        | 9,417               | 304                     | 25492-120 |
| Gebrother Bach   | links  | 7,7        | 10,892              | 300                     | 25492-200 |
| Teichgraben      | rechts | 1,8        | 1,14                | 274                     | 25492-320 |
| Daubach          | rechts | 3,7        | 3,658               | 267                     | 25492-340 |
| Nußbach          | links  | 2,6        | 4,382               | 265                     | 25492-352 |
| Walbacher Floß   | rechts | 2,3        | 2,516               | 256                     | 25492-360 |
| Winkelgraben     | links  | 5,1        | 9,164               | 187                     | 25492-400 |
| Hasselbach       | links  | 2,6        | 2,400               | 147                     | 25492-520 |
| Schnitzelsgraben | rechts | 2,5        | 5,243               | 139                     | 25492-540 |
| Weiherbach       | links  | 3,8        | 4,608               | 129                     | 25492-560 |
| Katzenbach       | links  | 9,5        | 18,501              | 127                     | 25492-600 |
| Gräfenbach       | links  | 26,1       | 76,969              | 119                     | 25492-800 |

## Umwelt
Der Ellerbach zählt zu den grobmaterialreichen, silikatischen Mittelgebirgsbächen (Typ 5). Seine Gewässerstruktur ist in den Ortslagen meist sehr stark bis vollständig verändert. Die dazwischen liegenden Abschnitte weisen eine gering bis deutlich veränderte Struktur auf. Ein kurzer Abschnitt unterhalb von Winterbach und ein Abschnitt bei Burgsponheim sind von der Struktur her unverändert. Die Wassergüte des Ellerbachs ist im Oberlauf bis zur Einmündung des Tonnenbach unbelastet, bis Bockenau dann jedoch mäßig belastet. Unterhalb von Bockenau hat sich die Wassergüte soweit gebessert, dass sie als gering belastet eingestuft wird. Unterhalb der Einmündung des Gräfenbachs wird die Gewässergüte wieder mit mäßig belastet angegeben. (Stand 2005)